# Tumbleweed Connection
Tumbleweed Connection er det tredje studiealbum af den britiske sanger Elton John. Alle sange er skrevet af Bernie Taupin med undtagelse af "Love Song" af Lesley Duncan. Albummet blev indspillet i Trident Studios i London i marts 1970 og udgivet i oktober samme år.
Albummet nåede andenpladsen i Storbritannien på UK Albums Chart og femtepladsen i USA på Billboard 200 i 1971. I 2003 blev albummet placeret som nummer 463 på Rolling Stones liste over de 500 bedste album til alle tider.

## Indhold
Alle sange er skrevet af Elton John og Bernie Taupin medmindre andet er angivet.
| #   | Titel                        | Sangskriver(e) | Længde |
| --- | ---------------------------- | -------------- | ------ |
| 1.  | "Ballad of a Well-Known Gun" |                | 4:59   |
| 2.  | "Come Down in Time"          |                | 3:26   |
| 3.  | "Country Comfort"            |                | 5:06   |
| 4.  | "Son of Your Father"         |                | 3:48   |
| 5.  | "My Father's Gun"            |                | 6:19   |
| 6.  | "Where to Now St. Peter?"    |                | 4:12   |
| 7.  | "Love Song"                  | Lesley Duncan  | 3:41   |
| 8.  | "Amoreena"                   |                | 5:00   |
| 9.  | "Talking Old Soldiers"       |                | 4:06   |
| 10. | "Burn Down the Mission"      |                | 6:21   |

## Musikere
| - Elton John – piano, orgel, keyboard, vokal - Caleb Quaye – guitar - Roger Pope – trommer - Dave Glover – basguitar, baggrundsvokal - Herbie Flowers – basguitar - Dee Murray – basguitar, baggrundsvokal - Nigel Olsson – trommer, baggrundsvokal - Barry Morgan – trommer - Gordon Huntley – hawaiiguitar - Brian Dee – orgel | - Ian Duck – harmonika - Lesley Duncan – akustisk guitar, vokal, baggrundsvokal - Mike Egan – akustisk guitar - Kay Garner – baggrundsvokal - Tammi Hunt – baggrundsvokal - Tony Burrows – baggrundsvokal - Dusty Springfield – baggrundsvokal - Madeline Bell – baggrundsvokal - Paul Buckmaster – dirigent |

## Hitlisteplaceringer
| Hitliste (1971)                  | Placering |
| -------------------------------- | --------- |
| Australien (Kent Music Report)   | 4         |
| Canada (RPM Albums Chart)        | 4         |
| Nederlandene (MegaCharts)        | 4         |
| Japan (Oricon)                   | 30        |
| Spanien (PROMUSICAE)             | 7         |
| Storbritannien (UK Albums Chart) | 2         |
| USA (Billboard 200)              | 5         |

## Certificeringer
| Land       | Certificering |
| ---------- | ------------- |
| USA (RIAA) | Platin        |